# Condado de Montgomery (Tennessee)
El condado de Montgomery (en inglés: Montgomery County, Tennessee), fundado en 1818, es uno de los 95 condados del estado estadounidense de Tennessee. En el año 2000 tenía una población de 134.768 habitantes con una densidad poblacional de 96 personas por km². La sede del condado es Clarksville.

## Historia
El Condado de Montgomery, fue nombrado por John Montgomery, un colono que fundó la ciudad de Clarksville, Tennessee, en el condado de Montgomery. El condado fue organizado inicialmente como Condado de Tennessee en Carolina del Norte, pero su nombre fue cambiado en 1796, año en que Tennessee fue admitido como Estado, para reducir la confusión. 

## Geografía
Según la Oficina del Censo, el condado tiene un área total de 1409 km² (544 mi²), de la cual 1396 km² (539 mi²) es tierra y 13 km² (5 mi²) es agua.

### Condados adyacentes
- Condado de Christian, Kentucky norte
- Condado de Todd, Kentucky noreste
- Condado de Robertson este
- Condado de Cheatham sureste
- Condado de Dickson sur
- Condado de Houston suroeste
- Condado de Stewart oeste

## Demografía
En el 2000 la renta per cápita promedia del condado era de $38 981, y el ingreso promedio para una familia era de $43 023. El ingreso per cápita para el condado era de $17 265. En 2000 los hombres tenían un ingreso per cápita de $30 696 contra $22 581 para las mujeres. Alrededor del 10,00% de la población estaba bajo el umbral de pobreza nacional.

## Lugares

### Ciudades y pueblos
- Clarksville
- Cunningham
- Dotsonville
- Excell
- Fredonia
- Needmore
- New Providence
- Oakwood
- Oakridge
- Orgains Crossroads
- Palmyra
- Port Royal
- Sango
- Southside
- Shiloh
- Rossview
- Saint Bethlehem
- Sailors Rest
- Tarsus
- Woodlawn